# معهد تكساس لطب الجينوم
معهد تكساس لطب الجينوم أو (TIGM) مؤسسة مستقلة غير ربحية تأسست في عام 2005 بميزانية 50 مليون دولار جائزة من صندوق تكساس للمشاريع لتكون رائدة في تطوير المجالات الطبية، وتسريع وتيرة الاكتشافات الطبية ، وتعزيز التنمية للتكنولوجيا الحيوية والصناعة في ولاية تكساس.
لتحقيق هذه الغاية، يساعد TIGM الباحثين على سرعة الحصول الفئران المعدلة وراثيا التي يحتاجونها لمساعدة سرعة البحث للعثور على علاج للأمراض البشرية.
و يمتلك TIGM أكبر مجموعة في العالم من الخلايا الجذعية الجنينية للفأر نوع C57BL / 6 في العالم.
مقر المعهد ، ومرافق المختبرات القائمة في ولاية تكساس المركز الطبي في هيوستن.

## الروابط الخارجية
- موقع المعهد على الإنترنت